# 井上マス
井上 マス（いのうえ ます、1907年2月15日 - 1991年5月30日）は、日本の随筆家、井上ひさしの母。旧姓広沢、戸籍名は鈴木マス。

## 経歴
広沢マスとして神奈川県小田原に生まれ、鈴木家の養女となる。14歳の時（1921年）東京新宿にある病院に勤める。ここで薬剤師の井上修吉と知り合い、20歳の時（1927年）修吉の郷里の山形県東置賜郡小松町（現：川西町）へ駆落ちし、事実婚関係となり、滋、廈、修祐の三人の息子を儲ける。修吉と駆け落ちした経緯から、養家の鈴木家に修吉との入籍を許されず、井上の籍に入れず、戸籍名の「鈴木マス」も使用せず、日常生活では「広沢ます」「井上マス」を使い分けていた。32歳の時（1939年）夫と死別。
パーマの技術を習得し、「ローズ美容室」を共同経営する。三人の子を育てるのに窮し、生理帯「マスコバンド」（マス子バンド、ます女バンドとも）を売り出し、成長。文化事業の「浪曲会」を催す。鹿島健雪と経理担当の戦争未亡人に会社の全財産を着服して逃げられる。1948年には家土地を抵当に入れ、近所の友人から借金して恋人と逐電。次男と三男を孤児院に預けたこともあり、一関で土建業を開業するなどさまざまな仕事をして子供を育て、釜石で焼き鳥の屋台を15年、バーを15年経営する。熱心な日本共産党員でもあり、日本共産党の支部長を務めた。
次男ひさしが有名作家になると、「井上ひさしの内弟子」を名乗って作家修業を始め、自伝『人生は、ガタゴト列車に乗って』が話題となり、1984年「人生はガタゴト列車」の題で連続テレビドラマ化された。1986年、ひさしの妻西舘好子が不倫の末離婚すると上京し、千葉県市川市でひさし一家と同居、同年、好子に向けて『好子さん!これだけは言いたかった』を刊行した。

## 著書
- 人生は、ガタゴト列車に乗って… 書苑 1983.5 のちちくま文庫（「人生はガタゴト列車に乗って」に改題）
- 花はなに色ガタゴト列車 書苑 1984.6
- マスさんのちょっと一服ガタゴト列車 桐原書店 1986.3
- 好子さん! これだけは言っておきたかった 扶桑社、1986．11
- 井上ひさしを生んで育てて夢を見た! ロングセラーズ 1987.1 (ムックの本)

## 注
1. 1 2  西舘好子『表裏井上ひさし協奏曲』p.180
2. ↑  西舘好子『表裏井上ひさし協奏曲』p.230
3. ↑  この当たりからマスの自叙伝とひさしの「自筆年譜」やエッセイと矛盾が出てくる（笹沢信（『ひさし伝』新潮社 2012年））。
4. ↑  注 - 「永倉万治がゴーストライターを務めた」とも[誰?]。[出典無効]
5. ↑  『好子さん! - これだけは言っておきたかった』 扶桑社、1986年 ISBN 978-4893531148
6. ↑  注 - 西舘好子の側は、マス没後の1998年、『修羅の棲む家』を刊行して同著では、ひさしの暴力を受け続けていた、とした。